# Браунинг (Мисури)
Браунинг (енгл. Browning) град је у америчкој савезној држави Мисури.

## Демографија
По попису из 2010. године број становника је 265, што је 52 (-16,4%) становника мање него 2000. године.
| Група             | 2000.       | 2010.       |
| Белци             | 309 (97,5%) | 241 (90,9%) |
| Афроамериканци    | 0 (0,0%)    | 1 (0,4%)    |
| Азијати           | 0 (0,0%)    | 0 (0,0%)    |
| Хиспаноамериканци | 3 (0,9%)    | 18 (6,8%)   |
| Укупно            | 317         | 265         |